# Eric Delgado
Eric Delgado (* in Bangkok, Thailand) ist ein US-amerikanischer Schauspieler.

## Leben
Delgado wurde in Bangkok geboren und wuchs in Malaysia auf. Er ist puerto-ricanischer und peruanischer Abstammung. Er spricht Englisch als seine Muttersprache, beherrscht allerdings auch Kenntnisse der spanischen Sprache. Bereits im Alter von 16 Monaten wirkte er in einem Werbespot für Babynahrung mit. Er machte von 2006 bis 2010 seinen Bachelor of Arts mit Summa Cum Laude an der University of Florida im Fach Musiktheater. Nach Mitwirkung 2012 in der Fernsehserie Drone folgten 2013 Rollen in den Kurzfilmen Flash in the Pan und A Friendly BBQ. 2014 erhielt er in Retrograde Future seine erste Spielfilmrolle. In den nächsten Jahren folgten weitere Besetzungen in Kurzfilmen. 2020 übernahm er im Low-Budget-Film Monster Hunters – Die Alienjäger die Rolle des King. Im Folgejahr durfte er in der Serie WandaVision in einer Episode mitspielen.

## Filmografie (Auswahl)
- 2012: Drone (Fernsehserie)
- 2013: Flash in the Pan (Kurzfilm)
- 2013: A Friendly BBQ (Kurzfilm)
- 2014: Retrograde Future
- 2015: Moving On (Kurzfilm)
- 2015: The Advance (Kurzfilm)
- 2016: Connections (Kurzfilm)
- 2017: Case Designate 1312 (Kurzfilm)
- 2018: Golden Rose (Kurzfilm)
- 2020: Monster Hunters – Die Alienjäger (Monster Hunters)
- 2021: WandaVision (Fernsehserie, Episode 1x02)
- 2021: Matriarch

## Theater (Auswahl)
- Lincoln 2020, Hollywood Fringe Festival
- Our Town, Brazil International Tour
- Damn Yankees, Constans Theatre
- The Rocky Horror Show, Constans Theatre
- Grease,, St. Augustine Amphitheatre
- West Side Storys, Constans Theatre
- Los Vendidos, Squitieri Studio Theatre
- Twelfth Night, McGuire Black Box
- Tosca, Phillips CPA Mainstage